# Guennadi Ziouganov
 (mars 2024).
Si vous disposez d'ouvrages ou d'articles de référence ou si vous connaissez des sites web de qualité traitant du thème abordé ici, merci de compléter l'article en donnant les références utiles à sa vérifiabilité et en les liant à la section « Notes et références ».
Guennadi Andreïevitch Ziouganov (en russe : Генна́дий Андре́евич Зюга́нов), né le 26 juin 1944 à Mymrino en RSFSR, est un homme politique russe.

## Biographie
Guennadi Ziouganov entre au PCUS (KPSS) en 1966, après des études de mathématiques et de marxisme-léninisme ; il a fait une carrière classique d'apparatchik communiste ; il prône une ligne conservatrice hostile aux réformateurs regroupés autour de Mikhaïl Gorbatchev.
Le PCUS dissous au lendemain du putsch d'août 1991, une crise institutionnelle oppose le président Boris Eltsine au Soviet suprême à l'automne 1991. La formation de Ziouganov participe cependant aux législatives de la fin de l'année puis fonde le Parti communiste de la fédération de Russie (KPRF) en 1993.
Aux élections de 1995, le Parti communiste de la fédération de Russie devient la première force de la Douma avec 157 sièges. Lors de l'élection présidentielle de 1996, Ziouganov recueille au second tour, officiellement, 40,3 % des suffrages face à Boris Eltsine. Les élections auraient cependant été entachées de fraude, au point que certains affirment qu'elles n'auraient en réalité pas été remportées par Eltsine mais par Ziouganov. Le Parti communiste réclame toutefois des preuves concrètes, qui n'ont jamais été produites, pour confirmer les prétendues déclarations privées de Medvedev, que ce dernier a également nié avoir tenues. 
Pendant le deuxième mandat du président russe, Ziouganov ne cessera de réclamer un gouvernement d'union nationale et la démission de Boris Eltsine.
En 2000, il est le candidat du Parti communiste à l'élection présidentielle, et a pour principal adversaire Vladimir Poutine. Il obtient 29,21 % des suffrages exprimés au premier tour, tandis que Vladimir Poutine est élu avec 52,94 % des voix. 
Il est désigné candidat du KPRF pour l'élection présidentielle du 2 mars 2008, où il rassemble 17,72 % des voix. La même année, il appelle à la « re-stalinisation » de la Russie. Il fait l'objet depuis le 24 juillet 2014 d'un mandat d'arrêt de la part de l'Ukraine pour s'être opposé à l'interdiction en Ukraine du Parti communiste d'Ukraine.

## Œuvres
- La Russie après l'an 2000 - Vision géopolitique d'un nouvel État (1997).
- La Mondialisation et l'avenir de l'humanité (2004).
- La Protection de notre monde. Sur la politique étrangère du Parti communiste (2006).
- Aller de l'avant (2007).
- 100 anecdotes de Ziouganov (2007).
- Staline et le Présent (2009).
- Sur la rupture (2009).
- Lénine, Staline, la victoire ! (2010).
- Ce que nous offrons à la nation (2010).
- L'Ère de Staline. Les Chiffres, les Faits, les Conclusions (2010).
- Avant l'aurore (2011).
- Réduction de l'esclavage mondial de la Russie, ou la « mondialisation à l'américaine » (2011).
- L'Effondrement de la contre-révolution (2011).
- Communistes du XXIe siècle. Pour la patrie ! Pour la victoire ! (2012).
- Parti des travailleurs (2013).
- Regard vers l'avenir (2013).
- Base idéologique et théorique du parti (2013).
- Il n'est pas trop tard… (2013).
- Nous sommes les enfants d'une maison (2013).